# Eremochlaena
Eremochlaena là một chi bướm đêm thuộc họ Noctuidae.